# 400 Ducrosa
400 Ducrosa eller 1895 BU är en asteroid i huvudbältet, som upptäcktes 15 mars 1895 av den franske astronomen Auguste Charlois vid Niceobservatoriet. Den har fått sitt namn efter astronomen J. Ducros.
Asteroiden har en diameter på ungefär 33 kilometer.